# 灵山站 (中国铁路)
灵山站位于辽宁省鞍山市立山区灵山街道，为沈大铁路灵山走行线上的一个火车站。距离沈阳站80公里，大连站317公里，隶属中国铁路沈阳局集团鞍山车务段管辖。现为一等站。鞍山钢铁的铁路运输任务由该站承担，有“鞍钢的陆上海港”之称。本站曾保存过中华之星号等动车组列车。
灵山最初为南满铁路上的信号所，建于1918年。1937年8月14日，满铁为方便昭和制钢所货物进出运输决定修建灵山操车场，1941年建成投用到发场和编组场，1944年全部建成。建成时为“东洋第一大操车场”，设有14条到发线、18条编组线和12条交接线，1945年被国民党军队
拆除:138。
为舒解鞍钢货流，1954年4月1日开工复建灵山编组站工程，同年11月25日竣工，俗称“一灵”；同时在鞍钢内部修建灵山站，俗称“二灵”。在修建灵山编组站同时，还修建了灵山走行线是由灵山站到达场至首山站和大乐屯、小乐屯线路所的3条走行线，统称灵山走行线。1959年9月1日开工二期工程，1961年8月23日完工，扩建了一灵和二灵的站场。
1989年车站随哈大铁路电气化工程进行了电气化及自动化改造，2004年又进行了峰尾改造。车站现规模二级三场，其中到达场和调车场并列布置，到达场10条股道，调车场设有24条股道；出发场位于下行侧，设有8股道，另设有货场、苏家屯机务段折返车间灵山折返所、苏家屯车辆段灵山运用车间、鞍山市灵山储运站专用线及鞍钢车场等设施。

## 交通
从鞍山市内可以乘坐11B路（站前街-灵山火车站），到达终点“灵山火车站”站即是。